# فلات لنا
فلات لنا (روسی: Приленское плато) یا فلات پریلنسکی یکی از فلات‌های بزرگ سیبری است که بخش عمده آن در محدوده جمهوری یاقوتستان و بخش کوچکی از آن در استان ایرکوتسک در ناحیه فدرالی خاور دور روسیه قرار دارد. نام این فلات از رود لنا گرفته شده که در امتداد این فلات جریان دارد.

## جغرافیا
فلات لنا در جنوب جمهوری یاقوتستان در میان رود نیژنیایا تونگوسکا در غرب و رود آمگا در شرق قرار دارد. این فلات به سمت شمال در راستای کرانه غربی رود لنا به طول بیش از ۱٬۰۰۰ و عرض میانگین ۲۰۰ کیلومتر ادامه دارد. فلات سیبری مرکزی در شمال‌غرب و پست‌بوم یاقوتستان مرکزی در شمال آن واقع شده‌اند. میانگین ارتفاع سطح فلات لنا بین ۴۵۰ تا ۵۰۰ متر است. در جنوب فلات، ارتفاع سطح زمین نسبتاً بیشتر شده و در قله‌ای بی‌نام به بیشینه ارتفاعی ۷۰۰ متر می‌رسد.
فلات لنا منطقه بسیار وسیعی را در بر می‌گیرد و بخش‌هایی از نواحی میرنی، سونتار، ویلیوی بالا، گورنی، خان‌قالاس، مگین-خان‌قالاس، لنسکی، اولیوکمینسک، آما و آلدان در جمهوری یاقوتستان و بخش‌هایی در استان ایرکوتسک را شامل می‌شود.